# Flavio Varane
Flavio Varane (latino: Varanes o Baranes; fl. 456) fu un politico dell'Impero romano d'Oriente.
Varane è attestato come console per il 456. In quell'anno era console in Occidente l'imperatore Avito, che però non fu riconosciuto dalla corte orientale; Varane fu allora nominato console assieme a Flavio Giovanni, ma tutte le iscrizioni a suo nome sono post-consolato. 